# موئکسی‌پریل
موئکسی‌پریل (انگلیسی: Moexipril) یک مهارکننده آنزیم مبدل آنژیوتانسین (مهارکننده ACE) که برای درمان فشار خون بالا و نارسایی احتقانی قلب به کار می‌رود. این دارو را می‌توان به تنهایی یا با سایر داروهای ضد فشار خون یا دیورتیک تجویز کرد.
این دارو با مهار تبدیل آنژیوتانسین I به آنژیوتانسین II عمل می‌کند.
در سال ۱۹۸۰ ثبت اختراع شد و در سال ۱۹۹۵ برای استفاده پزشکی تأیید شد.

## عوارض جانبی
موئکسی‌پریل به‌طور کلی در بیماران مسن مبتلا به فشار خون بالا به خوبی تحمل می‌شود. افت فشار خون، سرگیجه، افزایش سرفه، اسهال، سندرم آنفولانزا، خستگی و گرگرفتگی کمتر از ۶ درصد از بیمارانی را که موئکسی‌پریل تجویز کرده بودند، تحت تأثیر قرار می‌دهند.

## مکانیسم عمل
موئکسی‌پریل به عنوان یک مهارکننده ACE باعث کاهش ACE می‌شود. این مورد مانع از تبدیل آنژیوتانسین I به آنژیوتانسین II می‌شود. انسداد آنژیوتانسین II فشار خون بالا را در عروق محدود می‌کند. افزون بر این، موئکسی‌پریل دارای خواص محافظت کننده قلبی است. موش‌هایی که یک هفته پیش از القای آنفارکتوس میوکارد موئکسی‌پریل دریافت کردند، اندازه آنفارکتوس کاهش یافته بود. اثرات محافظتی قلبی مهارکننده‌های ACE از طریق ترکیبی از مهار آنژیوتانسین II و تکثیر برادی کینین انجام می‌شود. افزایش سطوح برادی کینین تولید پروستاگلاندین E2 و اکسید نیتریک را تحریک می‌کند، که باعث گشادی رگ‌ها می‌شود و همچنان اثرات ضد تکثیری دارد. مهار آنژیوتانسین II توسط موئکسی‌پریل باعث کاهش اثرات بازسازی بر روی سیستم قلبی عروقی می‌شود. به‌طور غیرمستقیم، آنژیوتانسین II تولید اندوتلین ۱ و 3 (ET1، ET3) و فاکتور رشد تبدیل‌کننده بتا-1 (TGF-β۱) را تحریک می‌کند، که همگی دارای اثرات تکثیر بافتی هستند که با اعمال موئکسی‌پریل مسدود می‌شوند. اثرات ضد تکثیری موئکسی‌پریل همچنین با مطالعات آزمایشگاهی نشان داده شده‌است که در آن موئکسی‌پریل رشد فیبروبلاست‌های قلبی نوزادی را که توسط استروژن تحریک شده‌است، در موش‌ها مهار می‌کند. سایر مهارکننده‌های ACE نیز این اثرات را ایجاد می‌کنند.

## فارماکولوژی
موئکسی‌پریل به عنوان یک پیش داروی موئکسی‌پریل هیدروکلرید موجود است و در کبد متابولیزه می‌شود و ترکیب فعال دارویی موئکسی‌پریلات را تشکیل می‌دهد. تشکیل موئکسی‌پریلات در اثر هیدرولیز یک گروه اتیل استر ایجاد می‌شود. این دارو پس از مصرف خوراکی به‌طور ناقص جذب می‌شود و فراهمی زیستی آن کم است. نیمه عمر طولانی فارماکوکینتیک و مهار مداوم ACE موئکسی‌پریل اجازه تجویز یک بار در روز را می‌دهد.
موئکسی‌پریل بسیار چربی دوست است و در محدوده آبگریز مشابه کیناپریل، بنازپریل و رامی‌پریل قرار دارد. مهارکننده‌های ACE چربی دوست می‌توانند آسان‌تر به غشاها نفوذ کنند، بنابراین ACE بافتی ممکن است افزون بر ACE پلاسما هدفی باشد. کاهش قابل توجهی در فعالیت ACE بافت (ریه، میوکارد، آئورت و کلیه) پس از مصرف موئکسی‌پریل نشان داده شده‌است.
این دارو دارای اثرات بازدارنده PDE4 اضافی است.

## سنتز

سنتز موئکسی‌پریل: